# Synelmis simplex
Synelmis simplex är en ringmaskart som beskrevs av Chamberlin 1919. Synelmis simplex ingår i släktet Synelmis och familjen Pilargidae. Inga underarter finns listade i Catalogue of Life.